# Brănești (Ilfov megye)
Brănești község és falu Ilfov megyében, Munténiában, Romániában. A hozzá tartozó települések: Islaz, Pasărea valamint Vadu Anei.

## Fekvése
A megye keleti részén található, a megyeszékhelytől, Bukaresttől, huszonhárom kilométerre keletre, a Pasărea folyó bal partján.

## Története
A 19. század végén a község Ilfov megye Dâmbovița járásához tartozott és Brănești valamint Vadu Anei falvakból állt, összesen 1511 lakossal, melyek nagyrészt bolgár nemzetiségűek volt, akiknek az ősei a 18. században telepedtek itt le. A község tulajdonában volt egy 1879-ben épített iskola és egy templom. Pasărea falu ekkor Piteasca-Pasărea községhez tartozott, a településen 1899-től kezdve működött iskola.
1925-ös évkönyv már említi Islaz falut is, Brănești község pedig ekkor Ilfov megye Pantelimon járásához tartozott, lakossága összesen 3660 fő volt. 1931-ben csatolták hozzá Vadu Anei falut is.
1950-ben közigazgatási átszervezés alapján, a Brănești rajonhoz került, melynek a központja is volt, majd 1960-ban a Bukaresti régió Urziceni rajonjához csatolták. Ekkor Pasărea falut Piteasca-Pasărea község részeként a Bukaresti fővárosi régió 23 August rajonjához helyezték át.
1968-ban ismét megyerendszert vezettek be az országban, a község az újból létrehozott Ilfov megye része lett, Pasărea-t pedig az irányítása alá helyezték. 1981-től Brănești község az Ilfovi Mezőgazdasági Szektor része lett, egészen 1998-ig, amikor ismét létrehozták Ilfov megyét.

## Lakossága
| Nemzetiségek | 2002 | 2002   |
| ------------ | ---- | ------ |
| Románok      | 8514 | 99,80% |
| Romák        | 11   | 0,12%  |
| Bolgárok     | 3    | 0,03%  |
| Magyarok     | 1    | 0,01%  |
| Örmények     | 1    | 0,01%  |
| Lipovánok    | 1    | 0,01%  |
| Összesen     | 8531 | 100,0% |